# 여운계
여운계(呂運計, 1940년 2월 25일~2009년 5월 22일)는 대한민국의 배우이다.

## 생애

### 어린 시절
1940년 경기도 수원군 봉담면(현재의 경기도 화성시 봉담읍)에서 태어났다. 1958년 무학여자고등학교를 졸업하고 고려대학교 인문과학대학 국어국문학과에 입학하였다. 
무학여자고등학교 재학시절 방송반 및 합창반에서 활동하였으며, 대학시절에는 대학극회 단원으로 연기 활동을 시작하여 박근형과 함께 대학 연극 무대에서 활동했다. 

### 작품 활동
대학교 졸업 후 1962년에 실험극단 단원으로 지내다가 같은해에 KBS 공채 탤런트 2기에 합격하였다. 이후 1964년에는 TBC 공채 탤런트 1기에 다시 합격하여 대한민국 최초의 일일 연속극 《눈이 나리는데》(극본 한운사, 연출 황운진)의 시골 다방 마담 역으로 안방극장에 데뷔하였다.
1968년에는 최무룡이 감독하고 주연을 맡은 영화인 《정 두고 가지마》로 영화에 첫 출연을 하였으며, 그밖에 《엄마의 일기》(1968년), 《별난 여자》(1970년), 《팔 며느리》(1970년), 《목소리》(1972년), 《땅콩 껍질 속의 연가》(1979년), 《순악질 여사》(1980년), 《만추》(1982년), 《산딸기2》(1985년), 《그녀와의 마지막 춤을》(1988년), 《마파도》(2005년), 《마파도 2》(2007년) 많은 영화에 출연하였으며, 한국방송공사의 《오! 필승 봉순영》, 《며느리 전성시대》, 문화방송의 《대장금》, 《내 이름은 김삼순》, SBS의 《쩐의 전쟁》등 텔레비전 드라마에도 많이 출연하였다.

연극은 대학극 《성화(聖火)》로 데뷔하였다. 그 외에 주연한 주요 작품으로 《다리에서의 조망》·《안티고네》·《맥베스》·《우리읍내》·《무익조(無翼鳥)》·《맹진사댁 경사》·《세일즈맨의 죽음》·《밤으로의 긴 여로》·《포기와 베스》·《여름과 연기, 그리고 바람》 등이 있다.
생전에 친한 연기자로는 전원주, 나문희, 선우용여 등이 있다.

### 투병 생활
2007년 9월에 신장암으로 SBS《왕과 나》에서 하차, KBS 2TV《며느리 전성시대》의 촬영 활동을 중단하고 치료를 받아 석 달 후 재기에 성공했다. 2009년에는 KBS 2TV《장화, 홍련》에 출연 중에 폐렴을 이유로 4월 23일에 입원, 4월 29일에 하차가 결정되었고, 뒤늦게 신장암의 폐전이라는 사실이 알려졌다. 같은 해 5월 22일 인천광역시 부평구 부평동에 위치한 인천성모병원 중환자실에서 향년 69세로 사망하였다.

## 학력
- 매산초등학교(졸업)
- 무학여자중학교(졸업)
- 무학여자고등학교(졸업)
- 고려대학교 인문과학대학 국어국문학과(졸업)

## 약력
- 2001년~2009년: 법무부 범죄예방위원회 연예인위원
- 2000년 10월~2009년: 고려대학교 인문과학대학 국어국문학과 교우회 교우회장

## 수상 경력
- KBS 우수프로그램평가상 연기상
- 1966년 - 제3회 동아연극상 여우주연상
- 1970년 - TBC 연기대상 대상(아씨)
- 1971년 - 제7회 백상예술대상 연극부문 애독자인기상
- 1973년 TBC 연기대상 여자 조연상(어머니)
- 1974년 - 제10회 백상예술대상 TV부문 여자최우수연기상
- 1996년 - SBS 연기대상 특별상
- 2000년 - KBS 연기대상 공로상
- 2009년 - KBS 연기대상 특별 공로상
- 2011년 - 제38회 한국방송대상 특별 공로상

## 출연 작품
| 드라마 KBS 장화, 홍련 며느리 전성시대 달래네 집 오! 필승 봉순영 헬로! 애기씨 저 푸른 초원 위에 내사랑 누굴까 아버지처럼 살기 싫었어 비단향꽃무 좋은걸 어떡해 바보같은 사랑 사람의 집 왕과 비 신부의 방 모정의 강 아씨 그대 나를 부를 때 사랑한다면서 해가 뜨면 달도 뜨고 당신이 그리워질때 옛날 나 어릴적에 위기의 남자 황혼에 피는 꽃 봉숭아꽃물 영주의 증명 은혜의 땅 그해 겨울은 따뜻했네 사랑이 꽃피는 나무 토지 욕망의 문 세월 해돋는 언덕 즐거운 우리집 가족 객사 봉선화 기도 청춘행진곡 새야 새야 옛날 나 어릴적에 (1981년 드라마) 달동네 SBS 분례기 LA아리랑 아빠는 시장님 사랑하니까 지평선 너머 사랑해 사랑해 7인의 신부 청춘의 덫 그녀의 선택 소문난 여자 해 뜨는 집 파란만장 미스김 10억 만들기 불량 주부 불량가족 내 사랑 못난이 왕과 나 쩐의 전쟁 우리집에 왜왔니 MBC 몽실언니 사랑해 당신을 겨울 이야기 사랑이 뭐길래 폭풍의 계절 서울의 달 아들의 여자 1.5 세번째 남자 애드버킷 보고싶은 얼굴 황금마차 백조의 호수 얼마나 좋길래 내 이름은 김삼순 대장금 안녕, 프란체스카 자매바다 | - 저 하늘에도 슬픔이 - 마파도 - 마파도 2 - 몽중인 - 꿈을 이루어 - 혼자도는 바람개비 - 언제나 막차를 타고 오는 사람 - 별이 빛나는 밤에 - 여로 - 그녀와의 마지막 춤을 - 너와 나의 비밀일기 - 고추밭에 양배추 - 짧은 포옹 긴 이별 - 연인들 - 만추 - 오늘밤은 참으세요 - 섬강에서 하늘까지 - 위자료 - 달려라 만석아 - 순악질여사 - 석양의 10번가 - 사랑하는 아들 딸아 - 늑대와 고양이들 - 아씨 - 2005년 《팔도강산》 ... 한영순 역 - 가족오락관 (KBS) - 게스트 다수 출연 - TV는 사랑을 싣고 (KBS) - 게스트 출연 - 퀴즈탐험 신비의 세계 (KBS) - 정재순과 함께 출연(1990.1.15, 1991.5.5) - 1977년 삼립식품 하이면 - 1985년 한일합섬 마이야 * 하니론 모포 (With. 정재순) - 1990년 부광약품 쑥찜팩 - 1991년~1994년~1999년~2002년 부광약품 파로돈탁스 - 1992년 크라운제과 카라멜콘과 땅콩 (With. 전도연, 사미자) - 1996년 롯데칠성음료 델몬트헬스오렌지주스사과주스선물세트 - 2000년 제일약품 케펜텍 - 2003년 크라운제과 참쌀 ("MBC 드라마 - 대장금" 팀으로 출연) - 2006년 팔도 장라면 (With. 김수미) - 2007년 마파도 2 |

## 가족
- 배우자: 차상훈
- 딸: 차가현